# Jailbreak (iOS)

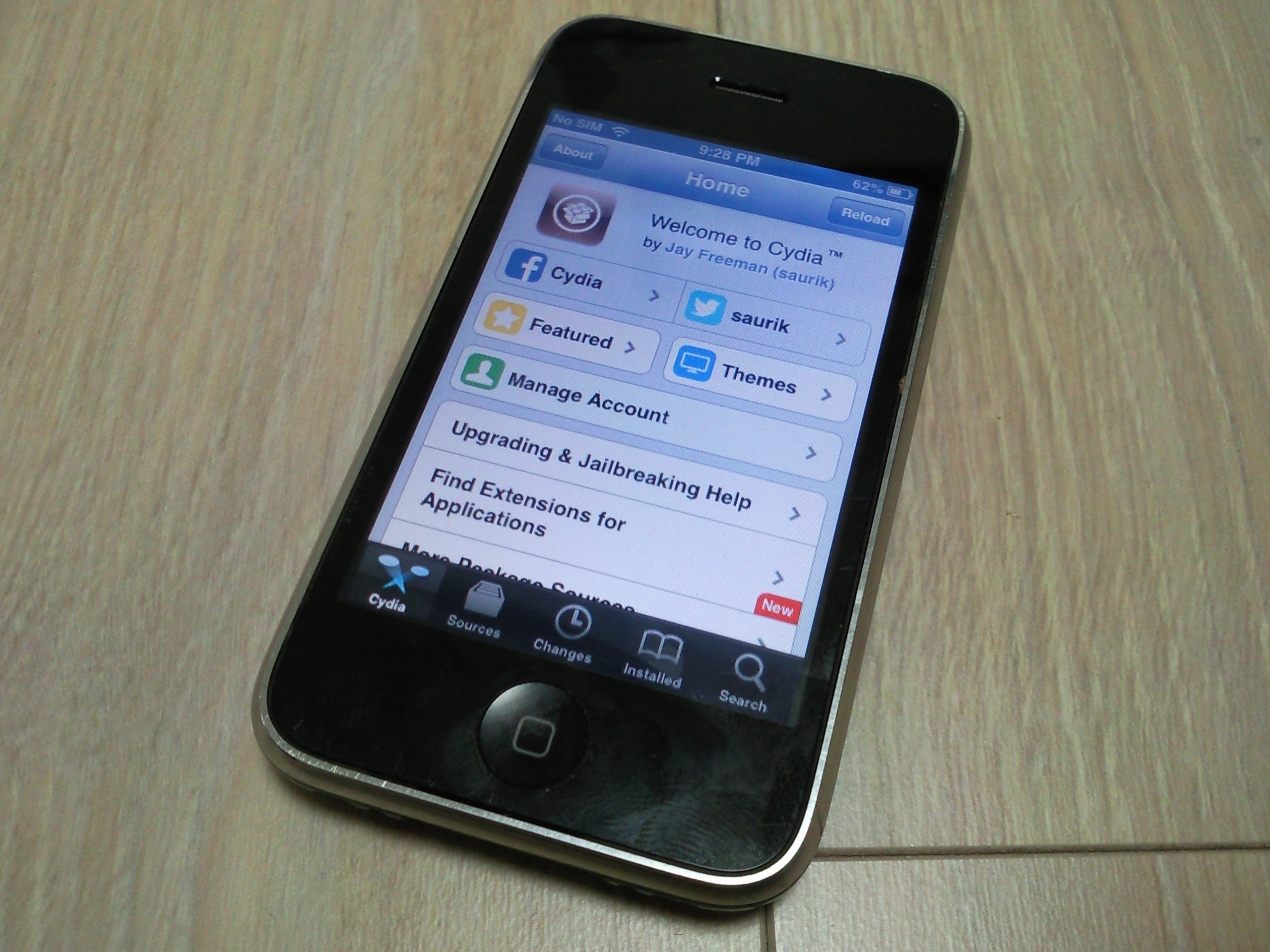
iOS jailbreak store, Cydia

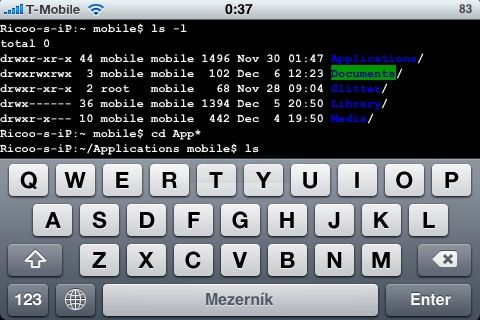
Terminal op de iPhone

Jailbreak (letterlijk: (gevangenis)uitbraak) is een Engelse term voor de handeling die het mogelijk maakt om op een iPhone, iPod touch, iPad en Apple TV softwaretoepassingen te laden die door de firma Apple niet erkend zijn. Zodra een iPhone jailbroken (opengebroken) is, wordt het mogelijk toepassingen te installeren die niet via het officiële distributiekanaal van Apple, de App Store, te verkrijgen zijn. De hardware van zowel de iPhone als de iPod touch kan namelijk meer dan men via de App Store mogelijk wil maken: Apple voert een restrictief beleid waarbij modificaties aan de basisfunctionaliteit van de iPhone en iPod touch als een inbreuk op zijn auteursrechten worden gezien.

## Virussen en wormen
De eerst bekende worm (in sommige media werd ten onrechte gesproken over een virus), Ikee, openbaarde zich in november 2009. Deze worm maakte gebruik van het feit dat sommige gebruikers met een gejailbreakte iPhone de serversoftware SSH geïnstalleerd hadden zonder eerst het standaardwachtwoord (root password) te hebben gewijzigd. De worm richtte geen andere schade aan dan het veranderen van de bureaubladachtergrond in een afbeelding van Rick Astley.
Een andere worm was schadelijker: een door F-Secure op 22 november 2009 voor het eerst gerapporteerde worm kan interacties (waaronder geldtransacties) met de ING Bank compromitteren. Deze worm is tot dusver alleen in Nederland gesignaleerd. Om schade te voorkomen dienen de eigenaren van gejailbreakte iPhones, die zelf SSH hebben geïnstalleerd, het standaardwachtwoord zo snel mogelijk te wijzigen of OpenSSH te de-installeren.

## Voor- en nadelen
Een groot aantal applicaties die voor jailbreakers beschikbaar zijn breiden deze functionaliteit uit. Veelgenoemde voorbeelden zijn het weergeven van een agenda op het toegangsscherm en aanpassen hoe de grafische interface eruitziet. Om deze toepassingen te installeren zal men een onofficiële installatietoepassing moeten toevoegen. De bekendste zijn Cydia, Rock, Icy en Installer. Cydia is verreweg de meest gebruikte optie; Rock wordt vooral door betaalde toepassingen gebruikt. Rock is in 2010 overgenomen door Cydia. Alle applicaties in Rock zijn hierdoor overgeplaatst naar Cydia. De ontwikkeling van Icy en Installer is gestopt en beide worden inmiddels niet meer ondersteund. De oprichter van Cydia, Jay Freeman, ook wel bekend als saurik, schat dat ongeveer 10% van alle iPhones gejailbreakt is (4 miljoen iPhones en iPod touch's op 40 miljoen verkochte exemplaren).
Er zijn geen onomkeerbare risico’s verbonden aan het jailbreaken van een iPhone of iPod touch. Het gedeelte van de apparatuur waar de jailbreak plaatsvindt, kan altijd weer overschreven worden door te herstellen naar de officiële firmware van Apple. Het uitvoeren van een jailbreak doet volgens Apple de fabrieksgarantie vervallen, maar Apple kan zich niet onttrekken aan regels inzake de wettelijke garantie. In de praktijk heeft deze juridische kwestie minder waarde, aangezien eventuele hardwarematige problemen niet het gevolg zullen zijn van de jailbreak en softwarematige problemen opgelost kunnen worden door te herstellen naar een officiële (of custom) firmware. Daarnaast blijft het nog steeds mogelijk om via de App Store de gebruikelijke toepassingen te installeren. Jailbreaken mag in veel landen als illegaal worden gezien, in Nederland is er geen wet omtrent jailbreaken dus is het legaal. In de Verenigde Staten heeft het Copyright Office van de Library of Congress bepaald dat jailbreaken op mobiele telefoons legaal is. Over tablets (zoals de iPad) werd geen uitspraak gedaan.
Jailbreaken moet niet verward worden met het verwijderen van een simlock, unlocken, het proces om een telefoon geschikt te maken voor een netwerk waarvoor er oorspronkelijk geen licentie is. Om de simlock van een iPhone via een niet officiële weg te verwijderen is een jailbreak echter wel noodzakelijk. Jailbreaken, ofschoon zelf niet illegaal, geeft de gebruiker de gelegenheid om gekraakte software te installeren, wat wel illegaal is.

## Tethered en untethered
Een tethered jailbreak is alleen in staat om het apparaat te jailbreaken gedurende één enkele boot. Als de gebruiker het apparaat uitschakelt en dan opnieuw opstart zonder een jailbreak tool, zal het apparaat niet langer gebruik maken van een gepatchte kernel en kan vast komen te zitten in recovery mode of in een niet-jailbroken staat, waarbij Cydia, Mail en Safari niet functioneren en jailbreak tweaks ook niet werken. Om het apparaat volledig te starten met een gepatchte kernel, moet het elke keer opnieuw worden gepatcht met behulp van een computer. Alle wijzigingen in de bestanden op het apparaat (zoals geïnstalleerde pakketbestanden of bewerkte systeembestanden) blijven tussen herstarten wel bestaan. Dit type jailbreak maakt vaak gebruik van bootrom exploits, die niet verholpen kunnen worden zonder een hardware matige update.
Een untethered jailbreak maakt gebruik van exploits die krachtig genoeg zijn om de jailbreak te behouden, zelfs na een herstart van het apparaat. Het apparaat start dan op met de jailbreak tweaks intact. Dit type jailbreak maakt vaak gebruik van kernel exploits.
Bij een semi-tethered jailbreak is het apparaat in staat is zelf op te starten, maar wel zonder gepatchte kernel en zal daarom niet in staat zijn om gewijzigde code uit te voeren. Het zal echter nog steeds bruikbaar zijn voor normale iOS-functies, net als standaard iOS. Dit in tegenstelling tot een tethered jailbreak, die niet op zal starten. Om op te starten met een gepatchte kernel moet de gebruiker het apparaat starten met behulp van de jailbreak tool.
Bij een semi-untethered jailbreak is het apparaat in staat zelf op te starten, maar wel zonder gepatchte kernel en zal daarom niet in staat zijn om gewijzigde code uit te voeren. Gedurende elke boot start het apparaat op in de oorspronkelijke, niet-jailbroken configuratie. Echter, waar een (semi-)tethered jailbreak een computer nodig heeft voor een re-jailbreak, kan de gebruiker aan re-jailbreak komen met behulp van een app op hun apparaat (bijvoorbeeld Cydia Impactor). Als er een Safari-exploit gebruikt kan het bezoeken van een website volstaan om te re-jailbreaken.
De ongemakkelijkheid van een (semi-)tethered jailbreak kan omzeild worden door het installeren van software die voorkomt dat het apparaat uitgeschakeld wordt wanneer de batterij leeg is. Dit soort software staat de gebruiker toe om een batterijpercentage in te stellen waarop het apparaat dan in een sluimerstand wordt gezet. Dit betekent dat het apparaat uit lijkt te staan, maar dit is niet het geval. Hierdoor blijft de jailbreak intact en is het na het heropstarten niet nodig om opnieuw te verbinden met een computer om gewijzigde code uit te kunnen voeren.

## Firmware overzicht

### iPhone OS

#### 1.x
| iPhone OS 1 versie | Jailbreak Tool       | Model     | Model        |
| iPhone OS 1 versie | Jailbreak Tool       | iPhone 2G | iPod touch 1 |
| ------------------ | -------------------- | --------- | ------------ |
| 1.0-1.0.2          | AppTapp Installer    | Ja        | n/a          |
| 1.0-1.0.2          | Breezy               | Ja        | n/a          |
| 1.0-1.0.2          | iBrickr              | Ja        | n/a          |
| 1.0-1.1.4          | iNdependence         | Ja        | Ja           |
| 1.0-1.1.5          | iLiberty+            | Ja        | Ja           |
| 1.0-1.1.5          | Whitera1n            | Ja        | Ja           |
| 1.0-1.1.5          | ZiPhone              | Ja        | Ja           |
| 1.0.2              | wiNstaller           | Ja        | n/a          |
| 1.1                | 4039                 | Nee       | Tethered     |
| 1.1.1              | AppSnapp/JailbreakMe | Ja        | Ja           |
| 1.1.1-1.1.4        | iDemocracy           | Ja        | Ja           |
| 1.1.1-1.1.4        | iJailbreak           | Ja        | Ja           |
| 1.1.2              | TouchFree            | Ja        | Ja           |
| 1.1.3-1.1.4        | Soft Upgrade         | Ja        | Ja           |
| 1.1.4              | iPlus                | Ja        | Nee          |
| 1.1.4              | PwnageTool           | Ja        | Ja           |
| 1.1.4              | WinPwn               | Ja        | Ja           |

#### 2.x
| iPhone OS 2 versie | Jailbreak Tool | Model     | Model        | Model     | Model         |
| iPhone OS 2 versie | Jailbreak Tool | iPhone 2G | iPod touch 1 | iPhone 3G | iPod touch 2  |
| iPhone OS 2 versie | Jailbreak Tool | iPhone 2G | iPod touch 1 | iPhone 3G | Bootrom 240.4 |
| ------------------ | -------------- | --------- | ------------ | --------- | ------------- |
| 2.0-2.0.2          | WinPwn         | Ja        | Ja           | Ja        | n/a           |
| 2.0-2.2.1          | Pusher         | Ja        | Nee          | Ja        | Nee           |
| 2.0-2.2.1          | PwnageTool     | Ja        | Ja           | Ja        | Nee           |
| 2.0-2.2.1          | QuickPwn       | Ja        | Ja           | Ja        | Nee           |
| 2.1.1              | Redsn0w Lite   | n/a       | n/a          | n/a       | Tethered      |
| 2.2.1              | Unofficialsn0w | Nee       | Nee          | Nee       | Tethered      |
| 2.2.1              | Greengr4ss     | Nee       | Nee          | Nee       | Ja            |
| 2.2.1              | QuickFreedom   | Nee       | Nee          | Nee       | Ja            |
| 2.2.1              | Redsn0w        | Nee       | Nee          | Nee       | Ja            |
| 2.2.1              | RedTool        | Nee       | Nee          | Nee       | Ja            |
| 2.2.1              | Untetherizer   | Nee       | Nee          | Nee       | Ja            |

#### 3.x
| iPhone OS 3 versie | Jailbreak Tool       | Model     | Model        | Model     | Model         | Model           | Model         | Model           | Model        | Model    |
| iPhone OS 3 versie | Jailbreak Tool       | iPhone 2G | iPod touch 1 | iPhone 3G | iPod touch 2  | iPod touch 2    | iPhone 3GS    | iPhone 3GS      | iPod touch 3 | iPad 1   |
| iPhone OS 3 versie | Jailbreak Tool       | iPhone 2G | iPod touch 1 | iPhone 3G | Bootrom 240.4 | Bootrom 240.5.1 | Bootrom 359.3 | Bootrom 359.3.2 | iPod touch 3 | iPad 1   |
| ------------------ | -------------------- | --------- | ------------ | --------- | ------------- | --------------- | ------------- | --------------- | ------------ | -------- |
| 3.0                | Purplera1n           | Nee       | Nee          | Nee       | Nee           | n/a             | Ja            | n/a             | n/a          | n/a      |
| 3.0-3.1.3          | ipwndfu              | Nee       | Nee          | Nee       | Nee           | Nee             | Tethered      | Tethered        | Nee          | n/a      |
| 3.0-3.0.1          | PwnageTool           | Ja        | Ja           | Ja        | Nee           | n/a             | Nee           | n/a             | n/a          | n/a      |
| 3.1-3.1.3          | PwnageTool           | Ja        | Ja           | Ja        | Ja            | Nee             | Ja            | Nee             | Nee          | n/a      |
| 3.2.2              | PwnageTool           | n/a       | n/a          | n/a       | n/a           | n/a             | n/a           | n/a             | n/a          | Ja       |
| 3.0-3.1.2          | Redsn0w              | Ja        | Ja           | Ja        | Ja            | Tethered        | Ja            | Tethered        | Tethered     | n/a      |
| 3.1.3              | Redsn0w              | Ja        | Ja           | Ja        | Ja            | Nee             | Nee           | Nee             | Nee          | n/a      |
| 3.2.2              | Redsn0w              | n/a       | n/a          | n/a       | n/a           | n/a             | n/a           | n/a             | n/a          | Ja       |
| 3.1-3.1.2          | Blackra1n            | Ja        | Ja           | Ja        | Ja            | Tethered        | Ja            | Tethered        | Tethered     | n/a      |
| 3.1                | Sn0wbreeze           | Ja        | Ja           | Ja        | Ja            | Nee             | Ja            | Nee             | n/a          | n/a      |
| 3.1.2              | Sn0wbreeze           | Ja        | Ja           | Ja        | Ja            | Tethered        | Ja            | Tethered        | Tethered     | n/a      |
| 3.1.3-3.2.2        | Sn0wbreeze           | Ja        | Ja           | Ja        | Ja            | Ja              | Ja            | Ja              | Ja           | Ja       |
| 3.1-3.1.2          | Legacy iOS Kit       | Nee       | Nee          | Nee       | Ja            | Ja              | Ja            | Ja              | Nee          | n/a      |
| 3.1.3-3.2.2        | Legacy iOS Kit       | Ja        | Ja           | Ja        | Ja            | Ja              | Ja            | Ja              | Ja           | Ja       |
| 3.1.2-3.2          | Spirit               | Ja        | Ja           | Ja        | Ja            | Ja              | Ja            | Ja              | Ja           | Ja       |
| 3.1.2-3.2          | SpiritNET            | Ja        | Ja           | Ja        | Ja            | Ja              | Ja            | Ja              | Ja           | Ja       |
| 3.1.2-3.2.1        | Star/JailbreakMe 2.0 | Ja        | Ja           | Ja        | Ja            | Ja              | Ja            | Ja              | Ja           | Ja       |
| 3.2.2              | Limera1n             | n/a       | n/a          | n/a       | n/a           | n/a             | n/a           | n/a             | n/a          | Tethered |
| 3.2.2              | Greenpois0n          | n/a       | n/a          | n/a       | n/a           | n/a             | n/a           | n/a             | n/a          | Ja       |

### iOS

#### 4.x
| iOS 4 versie | Jailbreak Tool          | Model     | Model         | Model           | Model         | Model           | Model        | Model    | Model    | Model        | Model         |
| iOS 4 versie | Jailbreak Tool          | iPhone 3G | iPod touch 2  | iPod touch 2    | iPhone 3GS    | iPhone 3GS      | iPod touch 3 | iPad 1   | iPhone 4 | iPod touch 4 | iPad 2        |
| iOS 4 versie | Jailbreak Tool          | iPhone 3G | Bootrom 240.4 | Bootrom 240.5.1 | Bootrom 359.3 | Bootrom 359.3.2 | iPod touch 3 | iPad 1   | iPhone 4 | iPod touch 4 | iPad 2        |
| ------------ | ----------------------- | --------- | ------------- | --------------- | ------------- | --------------- | ------------ | -------- | -------- | ------------ | ------------- |
| 4.0-4.0.1    | Star/JailbreakMe 2.0    | Ja        | Ja            | Ja              | Ja            | Ja              | Ja           | n/a      | Ja       | n/a          | n/a           |
| 4.0-4.1      | Limera1n                | Nee       | Nee           | Nee             | Ja            | Ja              | Ja           | n/a      | Ja       | Ja           | n/a           |
| 4.0          | PwnageTool              | Ja        | Ja            | Nee             | Ja            | Nee             | Nee          | n/a      | Nee      | n/a          | n/a           |
| 4.1-4.2.1    | PwnageTool              | Ja        | Nee           | Nee             | Ja            | Ja              | Ja           | Ja       | Ja       | Ja           | n/a           |
| 4.3.1-4.3.3  | PwnageTool              | n/a       | n/a           | n/a             | Ja            | Ja              | Ja           | Ja       | Ja       | Ja           | Nee           |
| 4.0-4.3.3    | Sn0wbreeze              | Ja        | Ja            | Ja              | Ja            | Ja              | Ja           | Ja       | Ja       | Ja           | Nee           |
| 4.0-4.3.5    | ipwndfu                 | Nee       | Nee           | Nee             | Tethered      | Tethered        | Nee          | Nee      | Nee      | Nee          | Nee           |
| 4.0-4.0.2    | Redsn0w                 | Ja        | Ja            | Tethered        | Nee           | Nee             | Nee          | n/a      | Nee      | n/a          | n/a           |
| 4.1-4.3.3    | Redsn0w                 | Ja        | Ja            | Ja              | Ja            | Ja              | Ja           | Ja       | Ja       | Ja           | Nee           |
| 4.3.4-4.3.5  | Redsn0w                 | n/a       | n/a           | n/a             | Ja            | Tethered        | Tethered     | Tethered | Tethered | Tethered     | Nee           |
| 4.0-4.2.10   | Legacy iOS Kit          | Ja        | Ja            | Ja              | Ja            | Ja              | Ja           | Ja       | Ja       | Ja           | n/a           |
| 4.3-4.3.5    | Legacy iOS Kit          | n/a       | n/a           | n/a             | Ja            | Ja              | Ja           | Ja       | Ja       | Ja           | Semi-Tethered |
| 4.1-4.2.6    | Greenpois0n             | Nee       | Ja            | Ja              | Ja            | Ja              | Ja           | Ja       | Ja       | Ja           | n/a           |
| 4.2.5-4.3.2  | Saffron/JailbreakMe 3.0 | n/a       | n/a           | n/a             | Ja            | Ja              | Ja           | Ja       | Ja       | Ja           | Nee           |
| 4.3.3        | Saffron/JailbreakMe 3.0 | n/a       | n/a           | n/a             | Ja            | Ja              | Ja           | Ja       | Ja       | Ja           | Ja            |
| 4.2.5-4.3.5  | Unthredeh4il            | n/a       | n/a           | n/a             | Ja            | Ja              | Ja           | Ja       | Ja       | Ja           | Nee           |
| 4.3.4-4.3.5  | Unthredera1n            | n/a       | n/a           | n/a             | Ja            | Ja              | Ja           | Ja       | Ja       | Ja           | Nee           |

#### 5.x
| iOS 5 versie | Jailbreak Tool | Model         | Model           | Model        | Model    | Model    | Model        | Model    | Model     | Model    | Model |
| iOS 5 versie | Jailbreak Tool | iPhone 3GS    | iPhone 3GS      | iPod touch 3 | iPad 1   | iPhone 4 | iPod touch 4 | iPad 2   | iPhone 4S | iPad 3   |       |
| iOS 5 versie | Jailbreak Tool | Bootrom 359.3 | Bootrom 359.3.2 | iPod touch 3 | iPad 1   | iPhone 4 | iPod touch 4 | iPad 2   | iPhone 4S | iPad 3   |       |
| ------------ | -------------- | ------------- | --------------- | ------------ | -------- | -------- | ------------ | -------- | --------- | -------- | ----- |
| 5.0-5.0.1    | Ac1dSn0w       | Tethered      | Tethered        | Nee          | Tethered | Tethered | Tethered     | Nee      | Nee       | n/a      |       |
| 5.0          | Absinthe       | Nee           | Nee             | Nee          | Nee      | Nee      | Nee          | Nee      | Ja        | n/a      |       |
| 5.0.1        | Absinthe       | Nee           | Nee             | Nee          | Nee      | Nee      | Nee          | Ja       | Ja        | n/a      |       |
| 5.1.1        | Absinthe       | Ja            | Ja              | Ja           | Ja       | Ja       | Ja           | Ja       | Ja        | Ja       |       |
| 5.0-5.1.1    | ipwndfu        | Tethered      | Tethered        | Nee          | Nee      | Nee      | Nee          | Nee      | Nee       | Nee      |       |
| 5.0-5.1.1    | Deca5          | Nee           | Nee             | Nee          | Nee      | Nee      | Nee          | Tethered | Tethered  | Tethered |       |
| 5.0-5.1.1    | g1lbertCFW     | Nee           | Nee             | Nee          | Nee      | Nee      | Nee          | Ja       | Ja        | Nee      |       |
| 5.0          | Sn0wbreeze     | Ja            | Tethered        | Tethered     | Tethered | Tethered | Tethered     | Nee      | Nee       | n/a      |       |
| 5.0.1        | Sn0wbreeze     | Ja            | Ja              | Ja           | Ja       | Ja       | Ja           | Nee      | Nee       | n/a      |       |
| 5.1          | Sn0wbreeze     | Ja            | Tethered        | Tethered     | Tethered | Tethered | Tethered     | Nee      | Nee       | Nee      |       |
| 5.1.1        | Sn0wbreeze     | Ja            | Ja              | Ja           | Ja       | Ja       | Ja           | Nee      | Nee       | Nee      |       |
| 5.0          | Redsn0w        | Ja            | Tethered        | Tethered     | Tethered | Tethered | Tethered     | Nee      | Nee       | n/a      |       |
| 5.0.1        | Redsn0w        | Ja            | Ja              | Ja           | Ja       | Ja       | Ja           | Nee      | Nee       | n/a      |       |
| 5.1          | Redsn0w        | Ja            | Tethered        | Tethered     | Tethered | Tethered | Tethered     | Nee      | Nee       | Nee      |       |
| 5.1.1        | Redsn0w        | Ja            | Ja              | Ja           | Ja       | Ja       | Ja           | Ja       | Ja        | Ja       |       |
| 5.0-5.1.1    | Unthredeh4il   | Ja            | Ja              | Ja           | Ja       | Ja       | Ja           | Nee      | Nee       | Nee      |       |
| 5.0-5.1.1    | Unthredera1n   | Ja            | Ja              | Ja           | Ja       | Ja       | Ja           | Nee      | Nee       | Nee      |       |
| 5.0-5.1.1    | Legacy iOS Kit | Ja            | Ja              | Ja           | Ja       | Ja       | Ja           | Ja       | Ja        | Ja       |       |
| 5.0.1        | PwnageTool     | Ja            | Ja              | Ja           | Ja       | Ja       | Ja           | Nee      | Nee       | Nee      |       |
| 5.1.1        | PwnageTool     | Ja            | Ja              | Ja           | Ja       | Ja       | Ja           | Nee      | Nee       | Nee      |       |
| 5.1.1        | Cinject        | Ja            | Ja              | Ja           | Ja       | Ja       | Ja           | Ja       | Ja        | Ja       |       |

#### 6.x
| iOS 6 versie | Jailbreak Tool | Model         | Model           | Model    | Model        | Model    | Model     | Model    | Model        | Model     | Model    | Model    |
| iOS 6 versie | Jailbreak Tool | iPhone 3GS    | iPhone 3GS      | iPhone 4 | iPod touch 4 | iPad 2   | iPhone 4S | iPad 3   | iPod touch 5 | iPad Mini | iPhone 5 | iPad 4   |
| iOS 6 versie | Jailbreak Tool | Bootrom 359.3 | Bootrom 359.3.2 | iPhone 4 | iPod touch 4 | iPad 2   | iPhone 4S | iPad 3   | iPod touch 5 | iPad Mini | iPhone 5 | iPad 4   |
| ------------ | -------------- | ------------- | --------------- | -------- | ------------ | -------- | --------- | -------- | ------------ | --------- | -------- | -------- |
| 6.0-6.1.2    | Evasi0n        | Ja            | Ja              | Ja       | Ja           | Ja       | Ja        | Ja       | Ja           | Ja        | Ja       | Ja       |
| 6.0-6.1.3    | Deca5          | Nee           | Nee             | Nee      | Nee          | Tethered | Tethered  | Tethered | Tethered     | Tethered  | Nee      | Nee      |
| 6.0-6.1.2    | Sn0wbreeze     | Ja            | Ja              | Ja       | Ja           | Nee      | Nee       | Nee      | Nee          | Nee       | Nee      | Nee      |
| 6.1.3        | Sn0wbreeze     | Ja            | Tethered        | Tethered | Tethered     | Nee      | Nee       | Nee      | Nee          | Nee       | Nee      | Nee      |
| 6.0-6.1.4    | N1ghtshade     | Nee           | Nee             | Nee      | Nee          | Nee      | Nee       | Nee      | Nee          | Nee       | Tethered | Tethered |
| 6.0-6.1.6    | ipwndfu        | Tethered      | Tethered        | Nee      | Nee          | Nee      | Nee       | Nee      | Nee          | Nee       | Nee      | Nee      |
| 6.0-6.1.6    | Redsn0w        | Ja            | Tethered        | Tethered | Tethered     | Nee      | Nee       | Nee      | Nee          | Nee       | Nee      | Nee      |
| 6.0-6.1.6    | Legacy iOS Kit | Ja            | Ja              | Ja       | Ja           | Ja       | Ja        | Ja       | Ja           | Ja        | Ja       | Ja       |
| 6.1.3-6.1.6  | P0sixspwn      | Ja            | Ja              | Ja       | Ja           | Ja       | Ja        | Ja       | Ja           | Ja        | Ja       | Ja       |

#### 7.x
| iOS 7 versie | Jailbreak Tool | Model         | Model    | Model     | Model    | Model        | Model     | Model    | Model    | Model     | Model     | Model    | Model       |
| iOS 7 versie | Jailbreak Tool | iPhone 4      | iPad 2   | iPhone 4S | iPad 3   | iPod touch 5 | iPad Mini | iPhone 5 | iPad 4   | iPhone 5C | iPhone 5S | iPad Air | iPad Mini 2 |
| ------------ | -------------- | ------------- | -------- | --------- | -------- | ------------ | --------- | -------- | -------- | --------- | --------- | -------- | ----------- |
| 7.0-7.0.6    | Evasi0n7       | Ja            | Ja       | Ja        | Ja       | Ja           | Ja        | Ja       | Ja       | Ja        | Ja        | Ja       | Ja          |
| 7.0-7.1      | Opensn0w       | Tethered      | Nee      | Nee       | Nee      | Nee          | Nee       | Nee      | Nee      | Nee       | Nee       | Nee      | Nee         |
| 7.0-7.1      | RageBreak      | Tethered      | Nee      | Nee       | Nee      | Nee          | Nee       | Nee      | Nee      | Nee       | Nee       | Nee      | Nee         |
| 7.0-7.1.2    | Sn0wbreak      | Semi-Tethered | Nee      | Nee       | Nee      | Nee          | Nee       | Nee      | Nee      | Nee       | Nee       | Nee      | Nee         |
| 7.0-7.1.2    | Deca5          | Nee           | Tethered | Tethered  | Tethered | Tethered     | Tethered  | Nee      | Nee      | Nee       | Nee       | Nee      | Nee         |
| 7.0-7.1.2    | N1ghtshade     | Nee           | Nee      | Nee       | Nee      | Nee          | Nee       | Tethered | Tethered | Tethered  | Nee       | Nee      | Nee         |
| 7.0-7.1.2    | Legacy iOS Kit | Ja            | Ja       | Ja        | Ja       | Ja           | Ja        | Ja       | Ja       | Ja        | Nee       | Nee      | Nee         |
| 7.1-7.1.2    | Geeksn0w       | Semi-Tethered | Nee      | Nee       | Nee      | Nee          | Nee       | Nee      | Nee      | Nee       | Nee       | Nee      | Nee         |
| 7.1-7.1.2    | Pangu          | Ja            | Ja       | Ja        | Ja       | Ja           | Ja        | Ja       | Ja       | Ja        | Ja        | Ja       | Ja          |

#### 8.x
| iOS 8 versie | Jailbreak Tool | Model           | Model           | Model           | Model           | Model           | Model           | Model           | Model           | Model     | Model    | Model       | Model       | Model       | Model      | Model        |
| iOS 8 versie | Jailbreak Tool | iPad 2          | iPhone 4S       | iPad 3          | iPod touch 5    | iPad Mini       | iPhone 5        | iPad 4          | iPhone 5C       | iPhone 5S | iPad Air | iPad Mini 2 | iPhone 6 6+ | iPad Mini 3 | iPad Air 2 | iPod touch 6 |
| ------------ | -------------- | --------------- | --------------- | --------------- | --------------- | --------------- | --------------- | --------------- | --------------- | --------- | -------- | ----------- | ----------- | ----------- | ---------- | ------------ |
| 8.0-8.1      | Pangu8         | Ja              | Ja              | Ja              | Ja              | Ja              | Ja              | Ja              | Ja              | Ja        | Ja       | Ja          | Ja          | Ja          | Ja         | n/a          |
| 8.0-8.4      | TaiG           | Ja              | Ja              | Ja              | Ja              | Ja              | Ja              | Ja              | Ja              | Ja        | Ja       | Ja          | Ja          | Ja          | Ja         | Ja           |
| 8.0-8.4.1    | N1ghtshade     | Nee             | Nee             | Nee             | Nee             | Nee             | Tethered        | Tethered        | Tethered        | Nee       | Nee      | Nee         | Nee         | Nee         | Nee        | Nee          |
| 8.0-8.2      | Legacy iOS Kit | Nee             | Nee             | Nee             | Nee             | Nee             | Ja              | Ja              | Ja              | Nee       | Nee      | Nee         | Nee         | Nee         | Nee        | n/a          |
| 8.3-8.4.1    | Legacy iOS Kit | Ja              | Ja              | Ja              | Ja              | Ja              | Ja              | Ja              | Ja              | Nee       | Nee      | Nee         | Nee         | Nee         | Nee        | Nee          |
| 8.4-8.4.1    | Openpwnage     | Semi-Untethered | Semi-Untethered | Semi-Untethered | Semi-Untethered | Semi-Untethered | Semi-Untethered | Semi-Untethered | Semi-Untethered | Nee       | Nee      | Nee         | Nee         | Nee         | Nee        | Nee          |
| 8.4.1        | Daibutsu       | Ja              | Ja              | Ja              | Ja              | Ja              | Nee             | Nee             | Nee             | Nee       | Nee      | Nee         | Nee         | Nee         | Nee        | Nee          |
| 8.4.1        | Home Depot     | Ja              | Ja              | Ja              | Ja              | Ja              | Nee             | Nee             | Nee             | Nee       | Nee      | Nee         | Nee         | Nee         | Nee        | Nee          |
| 8.4.1        | EtasonJB       | Ja              | Ja              | Ja              | Ja              | Ja              | Ja              | Ja              | Ja              | Nee       | Nee      | Nee         | Nee         | Nee         | Nee        | Nee          |

#### 9.x
| iOS 9 versie | Jailbreak Tool    | Model           | Model           | Model           | Model           | Model           | Model           | Model           | Model           | Model           | Model           | Model           | Model           | Model           | Model           | Model           | Model           | Model           | Model           | Model           |
| iOS 9 versie | Jailbreak Tool    | iPad 2          | iPhone 4S       | iPad 3          | iPod touch 5    | iPad Mini       | iPhone 5        | iPad 4          | iPhone 5C       | iPhone 5S       | iPad Air        | iPad Mini 2     | iPhone 6 6+     | iPad Mini 3     | iPad Air 2      | iPod touch 6    | iPad Mini 4     | iPhone 6S 6S+   | iPad Pro 1      | iPhone SE       |
| ------------ | ----------------- | --------------- | --------------- | --------------- | --------------- | --------------- | --------------- | --------------- | --------------- | --------------- | --------------- | --------------- | --------------- | --------------- | --------------- | --------------- | --------------- | --------------- | --------------- | --------------- |
| 9.0-9.1      | Daibutsu          | Ja              | Ja              | Ja              | Ja              | Ja              | Nee             | Nee             | Nee             | Nee             | Nee             | Nee             | Nee             | Nee             | Nee             | Nee             | Nee             | Nee             | Nee             | n/a             |
| 9.0-9.0.2    | Pangu9            | Ja              | Ja              | Ja              | Ja              | Ja              | Ja              | Ja              | Ja              | Ja              | Ja              | Ja              | Ja              | Ja              | Ja              | Ja              | Ja              | Ja              | n/a             | n/a             |
| 9.1          | Pangu9            | Nee             | Nee             | Nee             | Nee             | Nee             | Nee             | Nee             | Nee             | Ja              | Ja              | Ja              | Ja              | Ja              | Ja              | Ja              | Ja              | Ja              | Ja              | n/a             |
| 9.2-9.3.3    | Pangu9            | Nee             | Nee             | Nee             | Nee             | Nee             | Nee             | Nee             | Nee             | Semi-Untethered | Semi-Untethered | Semi-Untethered | Semi-Untethered | Semi-Untethered | Semi-Untethered | Semi-Untethered | Semi-Untethered | Semi-Untethered | Semi-Untethered | Semi-Untethered |
| 9.0-9.3.5    | N1ghtshade        | Nee             | Nee             | Nee             | Nee             | Nee             | Tethered        | Tethered        | Tethered        | Nee             | Nee             | Nee             | Nee             | Nee             | Nee             | Nee             | Nee             | Nee             | Nee             | Nee             |
| 9.0-9.3.6    | Blizzard          | Semi-Untethered | Semi-Untethered | Semi-Untethered | Semi-Untethered | Semi-Untethered | Semi-Untethered | Semi-Untethered | Semi-Untethered | Nee             | Nee             | Nee             | Nee             | Nee             | Nee             | Nee             | Nee             | Nee             | Nee             | Nee             |
| 9.0-9.3.6    | Openpwnage        | Semi-Untethered | Semi-Untethered | Semi-Untethered | Semi-Untethered | Semi-Untethered | Semi-Untethered | Semi-Untethered | Semi-Untethered | Nee             | Nee             | Nee             | Nee             | Nee             | Nee             | Nee             | Nee             | Nee             | Nee             | Nee             |
| 9.1-9.3.4    | Home Depot        | Semi-Untethered | Semi-Untethered | Semi-Untethered | Semi-Untethered | Semi-Untethered | Semi-Untethered | Semi-Untethered | Semi-Untethered | Nee             | Nee             | Nee             | Nee             | Nee             | Nee             | Nee             | Nee             | Nee             | Nee             | Nee             |
| 9.1-9.3.4    | JailbreakMe 4.0   | Semi-Untethered | Semi-Untethered | Semi-Untethered | Semi-Untethered | Semi-Untethered | Semi-Untethered | Semi-Untethered | Semi-Untethered | Nee             | Nee             | Nee             | Nee             | Nee             | Nee             | Nee             | Nee             | Nee             | Nee             | Nee             |
| 9.1-9.3.4    | UntetherHomeDepot | Ja              | Ja              | Ja              | Ja              | Ja              | Ja              | Ja              | Ja              | Nee             | Nee             | Nee             | Nee             | Nee             | Nee             | Nee             | Nee             | Nee             | Nee             | Nee             |
| 9.1-9.3.4    | Legacy iOS Kit    | Ja              | Ja              | Ja              | Ja              | Ja              | Ja              | Ja              | Ja              | Nee             | Nee             | Nee             | Nee             | Nee             | Nee             | Nee             | Nee             | Nee             | Nee             | Nee             |
| 9.3-9.3.4    | Kok3shi           | Nee             | Nee             | Nee             | Nee             | Nee             | Nee             | Nee             | Nee             | Semi-Untethered | Semi-Untethered | Semi-Untethered | Semi-Untethered | Semi-Untethered | Semi-Untethered | Semi-Untethered | Semi-Untethered | Semi-Untethered | Semi-Untethered | Semi-Untethered |
| 9.3.5-9.3.6  | Kok3shi           | Semi-Untethered | Semi-Untethered | Semi-Untethered | Semi-Untethered | Semi-Untethered | Semi-Untethered | Semi-Untethered | Semi-Untethered | Semi-Untethered | Semi-Untethered | Semi-Untethered | Semi-Untethered | Semi-Untethered | Semi-Untethered | Semi-Untethered | Semi-Untethered | Semi-Untethered | Semi-Untethered | Semi-Untethered |
| 9.3.5-9.3.6  | P0laris           | Semi-Untethered | Semi-Untethered | Semi-Untethered | Semi-Untethered | Semi-Untethered | Nee             | Nee             | Nee             | Nee             | Nee             | Nee             | Nee             | Nee             | Nee             | Nee             | Nee             | Nee             | Nee             | Nee             |
| 9.3.5-9.3.6  | Phœnix            | Semi-Untethered | Semi-Untethered | Semi-Untethered | Semi-Untethered | Semi-Untethered | Semi-Untethered | Semi-Untethered | Semi-Untethered | Nee             | Nee             | Nee             | Nee             | Nee             | Nee             | Nee             | Nee             | Nee             | Nee             | Nee             |

#### 10.x
| iOS 10 versie | Jailbreak Tool    | Model           | Model           | Model           | Model           | Model           | Model           | Model           | Model           | Model           | Model           | Model           | Model           | Model           | Model           | Model           | Model           | Model           |
| iOS 10 versie | Jailbreak Tool    | iPhone 5        | iPad 4          | iPhone 5C       | iPhone 5S       | iPad Air        | iPad Mini 2     | iPhone 6 6+     | iPad Mini 3     | iPad Air 2      | iPod touch 6    | iPad Mini 4     | iPhone 6S 6S+   | iPad Pro 1      | iPhone SE       | iPhone 7 7+     | iPad 5          | iPad Pro 2      |
| ------------- | ----------------- | --------------- | --------------- | --------------- | --------------- | --------------- | --------------- | --------------- | --------------- | --------------- | --------------- | --------------- | --------------- | --------------- | --------------- | --------------- | --------------- | --------------- |
| 10.0-10.1.1   | Yalu              | Nee             | Nee             | Nee             | Semi-Untethered | Semi-Untethered | Semi-Untethered | Semi-Untethered | Semi-Untethered | Semi-Untethered | Semi-Untethered | Semi-Untethered | Semi-Untethered | Semi-Untethered | Semi-Untethered | Semi-Untethered | n/a             | n/a             |
| 10.2          | Yalu              | Nee             | Nee             | Nee             | Semi-Untethered | Semi-Untethered | Semi-Untethered | Semi-Untethered | Semi-Untethered | Semi-Untethered | Semi-Untethered | Semi-Untethered | Semi-Untethered | Semi-Untethered | Semi-Untethered | Nee             | n/a             | n/a             |
| 10.0-10.3.3   | DoubleH3lix       | Nee             | Nee             | Nee             | Semi-Untethered | Semi-Untethered | Semi-Untethered | Semi-Untethered | Semi-Untethered | Semi-Untethered | Semi-Untethered | Semi-Untethered | Semi-Untethered | Semi-Untethered | Semi-Untethered | Nee             | Semi-Untethered | Nee             |
| 10.0-10.3.3   | Meridian          | Nee             | Nee             | Nee             | Semi-Untethered | Semi-Untethered | Semi-Untethered | Semi-Untethered | Semi-Untethered | Semi-Untethered | Semi-Untethered | Semi-Untethered | Semi-Untethered | Semi-Untethered | Semi-Untethered | Semi-Untethered | Semi-Untethered | Semi-Untethered |
| 10.0-10.3.3   | TotallyNotSpyware | Nee             | Nee             | Nee             | Semi-Untethered | Semi-Untethered | Semi-Untethered | Semi-Untethered | Semi-Untethered | Semi-Untethered | Semi-Untethered | Semi-Untethered | Semi-Untethered | Semi-Untethered | Semi-Untethered | Semi-Untethered | Semi-Untethered | Semi-Untethered |
| 10.0-10.3.4   | H3lix             | Semi-Untethered | Semi-Untethered | Semi-Untethered | Nee             | Nee             | Nee             | Nee             | Nee             | Nee             | Nee             | Nee             | Nee             | Nee             | Nee             | Nee             | Nee             | Nee             |
| 10.0-10.3.4   | Socket            | Semi-Untethered | Semi-Untethered | Semi-Untethered | Nee             | Nee             | Nee             | Nee             | Nee             | Nee             | Nee             | Nee             | Nee             | Nee             | Nee             | Nee             | Nee             | Nee             |
| 10.0-10.3.3   | SockH3lix         | Nee             | Nee             | Nee             | Semi-Untethered | Semi-Untethered | Semi-Untethered | Semi-Untethered | Semi-Untethered | Semi-Untethered | Semi-Untethered | Semi-Untethered | Semi-Untethered | Semi-Untethered | Semi-Untethered | Nee             | Semi-Untethered | Nee             |
| 10.3.4        | SockH3lix         | Semi-Untethered | Nee             | n/a             | n/a             | n/a             | n/a             | n/a             | n/a             | n/a             | n/a             | n/a             | n/a             | n/a             | n/a             | n/a             | n/a             | n/a             |
| 10.2          | Saïgon            | Nee             | Nee             | Nee             | Nee             | Semi-Untethered | Nee             | Nee             | Nee             | Nee             | Nee             | Nee             | Nee             | Nee             | Nee             | Nee             | n/a             | n/a             |
| 10.2.1        | Saïgon            | Nee             | Nee             | Nee             | Semi-Untethered | Nee             | Nee             | Semi-Untethered | Nee             | Semi-Untethered | Semi-Untethered | Semi-Untethered | Semi-Untethered | Nee             | Semi-Untethered | Nee             | Nee             | n/a             |
| 10.3-10.3.3   | G0blin            | Nee             | Nee             | Nee             | Semi-Untethered | Semi-Untethered | Semi-Untethered | Semi-Untethered | Semi-Untethered | Semi-Untethered | Semi-Untethered | Semi-Untethered | Semi-Untethered | Semi-Untethered | Semi-Untethered | Nee             | Semi-Untethered | Nee             |
| 10.3-10.3.4   | Kok3shiX          | Semi-Untethered | Semi-Untethered | Semi-Untethered | Nee             | Nee             | Nee             | Nee             | Nee             | Nee             | Nee             | Nee             | Nee             | Nee             | Nee             | Nee             | Nee             | Nee             |
| 10.3.3        | MineekJB          | Nee             | Nee             | Nee             | Semi-Untethered | Semi-Untethered | Semi-Untethered | Nee             | Nee             | Nee             | Nee             | Nee             | Nee             | Nee             | Nee             | Nee             | Nee             | Nee             |
| 10.3.4        | TetherbootX32     | Semi-Tethered   | Nee             | n/a             | n/a             | n/a             | n/a             | n/a             | n/a             | n/a             | n/a             | n/a             | n/a             | n/a             | n/a             | n/a             | n/a             | n/a             |
| 10.3.4        | P0insettia        | Ja              | Nee             | n/a             | n/a             | n/a             | n/a             | n/a             | n/a             | n/a             | n/a             | n/a             | n/a             | n/a             | n/a             | n/a             | n/a             | n/a             |

#### 11.x
| iOS 11 versie | Jailbreak Tool | Model           | Model           | Model           | Model           | Model           | Model           | Model           | Model           | Model           | Model           | Model           | Model           | Model           | Model           | Model           | Model           | Model           |
| iOS 11 versie | Jailbreak Tool | iPhone 5S       | iPad Air        | iPad Mini 2     | iPhone 6 6+     | iPad Mini 3     | iPad Air 2      | iPod touch 6    | iPad Mini 4     | iPhone 6S 6S+   | iPad Pro 1      | iPhone SE       | iPhone 7 7+     | iPad 5          | iPad Pro 2      | iPhone 8 8+     | iPhone X        | iPad 6          |
| ------------- | -------------- | --------------- | --------------- | --------------- | --------------- | --------------- | --------------- | --------------- | --------------- | --------------- | --------------- | --------------- | --------------- | --------------- | --------------- | --------------- | --------------- | --------------- |
| 11.0-11.1.2   | LiberiOS       | Semi-Untethered | Semi-Untethered | Semi-Untethered | Semi-Untethered | Semi-Untethered | Semi-Untethered | Semi-Untethered | Semi-Untethered | Semi-Untethered | Semi-Untethered | Semi-Untethered | Semi-Untethered | Semi-Untethered | Semi-Untethered | Semi-Untethered | Semi-Untethered | n/a             |
| 11.0-11.1.2   | To.panga       | Semi-Untethered | Semi-Untethered | Semi-Untethered | Semi-Untethered | Semi-Untethered | Semi-Untethered | Semi-Untethered | Semi-Untethered | Semi-Untethered | Semi-Untethered | Semi-Untethered | Semi-Untethered | Semi-Untethered | Semi-Untethered | Semi-Untethered | Semi-Untethered | n/a             |
| 11.0-11.4.1   | Electra        | Semi-Untethered | Semi-Untethered | Semi-Untethered | Semi-Untethered | Semi-Untethered | Semi-Untethered | Semi-Untethered | Semi-Untethered | Semi-Untethered | Semi-Untethered | Semi-Untethered | Semi-Untethered | Semi-Untethered | Semi-Untethered | Semi-Untethered | Semi-Untethered | Semi-Untethered |
| 11.0-11.4.1   | Unc0ver        | Semi-Untethered | Semi-Untethered | Semi-Untethered | Semi-Untethered | Semi-Untethered | Semi-Untethered | Semi-Untethered | Semi-Untethered | Semi-Untethered | Semi-Untethered | Semi-Untethered | Semi-Untethered | Semi-Untethered | Semi-Untethered | Semi-Untethered | Semi-Untethered | Semi-Untethered |
| 11.0-11.4.1   | Unc0ver dark   | Semi-Untethered | Semi-Untethered | Semi-Untethered | Semi-Untethered | Semi-Untethered | Semi-Untethered | Semi-Untethered | Semi-Untethered | Semi-Untethered | Semi-Untethered | Semi-Untethered | Semi-Untethered | Semi-Untethered | Semi-Untethered | Semi-Untethered | Semi-Untethered | Semi-Untethered |
| 11.0-11.4.1   | Spice          | Ja              | Ja              | Ja              | Ja              | Ja              | Ja              | Ja              | Ja              | Ja              | Ja              | Ja              | Nee             | Ja              | Nee             | Nee             | Nee             | Nee             |

#### 12.x
| iOS 12 versie | Jailbreak Tool | Model           | Model           | Model           | Model           | Model           | Model           | Model           | Model           | Model           | Model           | Model           | Model           | Model           | Model           | Model           | Model           | Model           | Model           | Model            | Model           | Model           | Model           | Model           |
| iOS 12 versie | Jailbreak Tool | iPhone 5S       | iPad Air        | iPad Mini 2     | iPhone 6 6+     | iPad Mini 3     | iPad Air 2      | iPod touch 6    | iPad Mini 4     | iPhone 6S 6S+   | iPad Pro 1      | iPhone SE       | iPhone 7 7+     | iPad 5          | iPad Pro 2      | iPhone 8 8+     | iPhone X        | iPad 6          | iPhone XR       | iPhone XS XS Max | iPad Pro 3      | iPad Air 3      | iPad Mini 5     | iPod touch 7    |
| ------------- | -------------- | --------------- | --------------- | --------------- | --------------- | --------------- | --------------- | --------------- | --------------- | --------------- | --------------- | --------------- | --------------- | --------------- | --------------- | --------------- | --------------- | --------------- | --------------- | ---------------- | --------------- | --------------- | --------------- | --------------- |
| 12.0-12.1.2   | RootlessJB3    | Semi-Untethered | Semi-Untethered | Semi-Untethered | Semi-Untethered | Semi-Untethered | Semi-Untethered | Semi-Untethered | Semi-Untethered | Semi-Untethered | Semi-Untethered | Semi-Untethered | Semi-Untethered | Semi-Untethered | Semi-Untethered | Semi-Untethered | Semi-Untethered | Semi-Untethered | Nee             | Nee              | Nee             | n/a             | n/a             | n/a             |
| 12.0-12.1.2   | Unc0ver dark   | Semi-Untethered | Semi-Untethered | Semi-Untethered | Semi-Untethered | Semi-Untethered | Semi-Untethered | Semi-Untethered | Semi-Untethered | Semi-Untethered | Semi-Untethered | Semi-Untethered | Semi-Untethered | Semi-Untethered | Semi-Untethered | Semi-Untethered | Semi-Untethered | Semi-Untethered | Nee             | Nee              | Nee             | n/a             | n/a             | n/a             |
| 12.0-12.4.8   | RootlessJB4    | Semi-Untethered | Semi-Untethered | Semi-Untethered | Semi-Untethered | Semi-Untethered | Semi-Untethered | Semi-Untethered | Semi-Untethered | Semi-Untethered | Semi-Untethered | Semi-Untethered | Semi-Untethered | Semi-Untethered | Semi-Untethered | Semi-Untethered | Semi-Untethered | Semi-Untethered | Nee             | Nee              | Nee             | Nee             | Nee             | Semi-Untethered |
| 12.0-12.5.5   | Unc0ver        | Semi-Untethered | Semi-Untethered | Semi-Untethered | Semi-Untethered | Semi-Untethered | Semi-Untethered | Semi-Untethered | Semi-Untethered | Semi-Untethered | Semi-Untethered | Semi-Untethered | Semi-Untethered | Semi-Untethered | Semi-Untethered | Semi-Untethered | Semi-Untethered | Semi-Untethered | Semi-Untethered | Semi-Untethered  | Semi-Untethered | Semi-Untethered | Semi-Untethered | Semi-Untethered |
| 12.0-12.5.7   | Checkra1n      | Semi-Tethered   | Semi-Tethered   | Semi-Tethered   | Semi-Tethered   | Semi-Tethered   | Semi-Tethered   | Semi-Tethered   | Semi-Tethered   | Semi-Tethered   | Semi-Tethered   | Semi-Tethered   | Semi-Tethered   | Semi-Tethered   | Semi-Tethered   | Semi-Tethered   | Semi-Tethered   | Semi-Tethered   | Nee             | Nee              | Nee             | Nee             | Nee             | Semi-Tethered   |
| 12.0-12.1.2   | Chimera        | Semi-Untethered | Semi-Untethered | Semi-Untethered | Semi-Untethered | Semi-Untethered | Semi-Untethered | Semi-Untethered | Semi-Untethered | Semi-Untethered | Semi-Untethered | Semi-Untethered | Semi-Untethered | Semi-Untethered | Semi-Untethered | Semi-Untethered | Semi-Untethered | Semi-Untethered | Semi-Untethered | Semi-Untethered  | Semi-Untethered | n/a             | n/a             | n/a             |
| 12.1.3-12.5.7 | Chimera        | Semi-Untethered | Semi-Untethered | Semi-Untethered | Semi-Untethered | Semi-Untethered | Semi-Untethered | Semi-Untethered | Semi-Untethered | Semi-Untethered | Semi-Untethered | Semi-Untethered | Semi-Untethered | Semi-Untethered | Semi-Untethered | Semi-Untethered | Semi-Untethered | Semi-Untethered | Nee             | Nee              | Nee             | Nee             | Nee             | Semi-Untethered |

### iOS/iPadOS

#### 13.x
| iOS 13 versie | Jailbreak Tool | Model           | Model           | Model           | Model           | Model           | Model           | Model            | Model           | Model           | Model                    | Model           |
| iOS 13 versie | Jailbreak Tool | iPhone 6S 6S+   | iPhone SE       | iPhone 7 7+     | iPhone 8 8+     | iPhone X        | iPhone XR       | iPhone XS XS Max | iPod touch 7    | iPhone 11       | iPhone 11 Pro 11 Pro Max | iPhone SE 2     |
| ------------- | -------------- | --------------- | --------------- | --------------- | --------------- | --------------- | --------------- | ---------------- | --------------- | --------------- | ------------------------ | --------------- |
| 13.0-13.5.1   | Fugu           | Nee             | Nee             | Semi-Tethered   | Nee             | Nee             | Nee             | Nee              | Semi-Tethered   | Nee             | Nee                      | Nee             |
| 13.0-13.7     | Checkra1n      | Semi-Tethered   | Semi-Tethered   | Semi-Tethered   | Semi-Tethered   | Semi-Tethered   | Nee             | Nee              | Semi-Tethered   | Nee             | Nee                      | Nee             |
| 13.0-13.7     | Odyssey        | Semi-Untethered | Semi-Untethered | Semi-Untethered | Semi-Untethered | Semi-Untethered | Semi-Untethered | Semi-Untethered  | Semi-Untethered | Semi-Untethered | Semi-Untethered          | Semi-Untethered |
| 13.0-13.7     | Unc0ver        | Semi-Untethered | Semi-Untethered | Semi-Untethered | Semi-Untethered | Semi-Untethered | Semi-Untethered | Semi-Untethered  | Semi-Untethered | Semi-Untethered | Semi-Untethered          | Semi-Untethered |

| iPadOS 13 versie | Jailbreak Tool | Model           | Model           | Model           | Model           | Model           | Model           | Model           | Model           | Model           | Model           | Model           |
| iPadOS 13 versie | Jailbreak Tool | iPad Air 2      | iPad Mini 4     | iPad Pro 1      | iPad 5          | iPad Pro 2      | iPad 6          | iPad Pro 3      | iPad Air 3      | iPad Mini 5     | iPad 7          | iPad Pro 4      |
| ---------------- | -------------- | --------------- | --------------- | --------------- | --------------- | --------------- | --------------- | --------------- | --------------- | --------------- | --------------- | --------------- |
| 13.1-13.5.1      | Fugu           | Nee             | Nee             | Nee             | Nee             | Semi-Tethered   | Semi-Tethered   | Nee             | Nee             | Nee             | Semi-Tethered   | Nee             |
| 13.1-13.7        | Checkra1n      | Semi-Tethered   | Semi-Tethered   | Semi-Tethered   | Semi-Tethered   | Semi-Tethered   | Semi-Tethered   | Nee             | Nee             | Nee             | Semi-Tethered   | Nee             |
| 13.1-13.7        | Odyssey        | Semi-Untethered | Semi-Untethered | Semi-Untethered | Semi-Untethered | Semi-Untethered | Semi-Untethered | Semi-Untethered | Semi-Untethered | Semi-Untethered | Semi-Untethered | Semi-Untethered |
| 13.1-13.7        | Unc0ver        | Semi-Untethered | Semi-Untethered | Semi-Untethered | Semi-Untethered | Semi-Untethered | Semi-Untethered | Semi-Untethered | Semi-Untethered | Semi-Untethered | Semi-Untethered | Semi-Untethered |

#### 14.x
| iOS 14 versie | Jailbreak Tool | Model           | Model           | Model           | Model           | Model           | Model           | Model            | Model           | Model           | Model                    | Model           | Model             | Model                    |
| iOS 14 versie | Jailbreak Tool | iPhone 6S 6S+   | iPhone SE       | iPhone 7 7+     | iPhone 8 8+     | iPhone X        | iPhone XR       | iPhone XS XS Max | iPod touch 7    | iPhone 11       | iPhone 11 Pro 11 Pro Max | iPhone SE 2     | iPhone 12 12 Mini | iPhone 12 Pro 12 Pro Max |
| ------------- | -------------- | --------------- | --------------- | --------------- | --------------- | --------------- | --------------- | ---------------- | --------------- | --------------- | ------------------------ | --------------- | ----------------- | ------------------------ |
| 14.0-14.3     | Unc0ver        | Semi-Untethered | Semi-Untethered | Semi-Untethered | Semi-Untethered | Semi-Untethered | Semi-Untethered | Semi-Untethered  | Semi-Untethered | Semi-Untethered | Semi-Untethered          | Semi-Untethered | Semi-Untethered   | Semi-Untethered          |
| 14.6-14.8     | Unc0ver        | Nee             | Nee             | Nee             | Nee             | Nee             | Semi-Untethered | Semi-Untethered  | Nee             | Semi-Untethered | Semi-Untethered          | Semi-Untethered | Nee               | Nee                      |
| 14.0-14.8.1   | Checkra1n      | Semi-Tethered   | Semi-Tethered   | Semi-Tethered   | Semi-Tethered   | Semi-Tethered   | Nee             | Nee              | Semi-Tethered   | Nee             | Nee                      | Nee             | Nee               | Nee                      |
| 14.0-14.8.1   | Taurine        | Semi-Untethered | Semi-Untethered | Semi-Untethered | Semi-Untethered | Semi-Untethered | Semi-Untethered | Semi-Untethered  | Semi-Untethered | Semi-Untethered | Semi-Untethered          | Semi-Untethered | Semi-Untethered   | Semi-Untethered          |
| 14.3-14.5.1   | Fugu14         | Nee             | Nee             | Nee             | Nee             | Nee             | Ja              | Ja               | Nee             | Ja              | Ja                       | Ja              | Ja                | Ja                       |

| iPadOS 14 versie | Jailbreak Tool | Model           | Model           | Model           | Model           | Model           | Model           | Model           | Model           | Model           | Model           | Model           | Model           | Model           | Model           |
| iPadOS 14 versie | Jailbreak Tool | iPad Air 2      | iPad Mini 4     | iPad Pro 1      | iPad 5          | iPad Pro 2      | iPad 6          | iPad Pro 3      | iPad Air 3      | iPad Mini 5     | iPad 7          | iPad Pro 4      | iPad 8          | iPad Air 4      | iPad Pro 5      |
| ---------------- | -------------- | --------------- | --------------- | --------------- | --------------- | --------------- | --------------- | --------------- | --------------- | --------------- | --------------- | --------------- | --------------- | --------------- | --------------- |
| 14.0-14.3        | Unc0ver        | Semi-Untethered | Semi-Untethered | Semi-Untethered | Semi-Untethered | Semi-Untethered | Semi-Untethered | Semi-Untethered | Semi-Untethered | Semi-Untethered | Semi-Untethered | Semi-Untethered | Semi-Untethered | Semi-Untethered | n/a             |
| 14.0-14.8.1      | Checkra1n      | Semi-Tethered   | Semi-Tethered   | Semi-Tethered   | Semi-Tethered   | Semi-Tethered   | Semi-Tethered   | Nee             | Nee             | Nee             | Semi-Tethered   | Nee             | Nee             | Nee             | Nee             |
| 14.0-14.8.1      | Taurine        | Semi-Untethered | Semi-Untethered | Semi-Untethered | Semi-Untethered | Semi-Untethered | Semi-Untethered | Semi-Untethered | Semi-Untethered | Semi-Untethered | Semi-Untethered | Semi-Untethered | Semi-Untethered | Semi-Untethered | Semi-Untethered |
| 14.3-14.5.1      | Fugu14         | Nee             | Nee             | Nee             | Nee             | Nee             | Nee             | Ja              | Ja              | Ja              | Nee             | Ja              | Ja              | Ja              | Ja              |

#### 15.x
| iOS 15 versie | Jailbreak Tool | Model           | Model           | Model           | Model           | Model           | Model           | Model            | Model           | Model           | Model                    | Model           | Model             | Model                    | Model             | Model                    | Model           |
| iOS 15 versie | Jailbreak Tool | iPhone 6S 6S+   | iPhone SE       | iPhone 7 7+     | iPhone 8 8+     | iPhone X        | iPhone XR       | iPhone XS XS Max | iPod touch 7    | iPhone 11       | iPhone 11 Pro 11 Pro Max | iPhone SE 2     | iPhone 12 12 Mini | iPhone 12 Pro 12 Pro Max | iPhone 13 13 Mini | iPhone 13 Pro 13 Pro Max | iPhone SE 3     |
| ------------- | -------------- | --------------- | --------------- | --------------- | --------------- | --------------- | --------------- | ---------------- | --------------- | --------------- | ------------------------ | --------------- | ----------------- | ------------------------ | ----------------- | ------------------------ | --------------- |
| 15.0-15.1.1   | XinaA12        | Nee             | Nee             | Nee             | Nee             | Nee             | Semi-Untethered | Semi-Untethered  | Nee             | Semi-Untethered | Semi-Untethered          | Semi-Untethered | Semi-Untethered   | Semi-Untethered          | Semi-Untethered   | Semi-Untethered          | n/a             |
| 15.0-15.4.1   | Fugu15         | Nee             | Nee             | Nee             | Nee             | Nee             | Semi-Untethered | Semi-Untethered  | Nee             | Semi-Untethered | Semi-Untethered          | Semi-Untethered | Semi-Untethered   | Semi-Untethered          | Semi-Untethered   | Semi-Untethered          | Semi-Untethered |
| 15.0-15.7.6   | Bakera1n       | Semi-Tethered   | Semi-Tethered   | Semi-Tethered   | Semi-Tethered   | Semi-Tethered   | Nee             | Nee              | Semi-Tethered   | Nee             | Nee                      | Nee             | Nee               | Nee                      | Nee               | Nee                      | Nee             |
| 15.0-15.8.2   | Palera1n       | Semi-Tethered   | Semi-Tethered   | Semi-Tethered   | Semi-Tethered   | Semi-Tethered   | Nee             | Nee              | Semi-Tethered   | Nee             | Nee                      | Nee             | Nee               | Nee                      | Nee               | Nee                      | Nee             |
| 15.0-15.8.2   | Meowbrek2      | Semi-Untethered | Semi-Untethered | Semi-Untethered | Semi-Untethered | Semi-Untethered | Nee             | Nee              | Semi-Untethered | Nee             | Nee                      | Nee             | Nee               | Nee                      | Nee               | Nee                      | Nee             |
| 15.0-15.8.2   | NekoJB         | Semi-Untethered | Semi-Untethered | Semi-Untethered | Semi-Untethered | Semi-Untethered | Nee             | Nee              | Semi-Untethered | Nee             | Nee                      | Nee             | Nee               | Nee                      | Nee               | Nee                      | Nee             |
| 15.0-15.8.2   | Xinam1ne       | Nee             | Nee             | Nee             | Nee             | Nee             | Semi-Untethered | Semi-Untethered  | Nee             | Semi-Untethered | Semi-Untethered          | Semi-Untethered | Semi-Untethered   | Semi-Untethered          | Semi-Untethered   | Semi-Untethered          | Semi-Untethered |
| 15.0-15.8.2   | Dopamine       | Semi-Untethered | Semi-Untethered | Semi-Untethered | Semi-Untethered | Semi-Untethered | Semi-Untethered | Semi-Untethered  | Semi-Untethered | Semi-Untethered | Semi-Untethered          | Semi-Untethered | Semi-Untethered   | Semi-Untethered          | Semi-Untethered   | Semi-Untethered          | Semi-Untethered |
| 15.7.1        | Ayakurume      | Semi-Tethered   | Nee             | Nee             | Nee             | Nee             | Nee             | Nee              | Nee             | Nee             | Nee                      | Nee             | Nee               | Nee                      | Nee               | Nee                      | Nee             |

| iPadOS 15 versie | Jailbreak Tool | Model           | Model           | Model           | Model           | Model           | Model           | Model           | Model           | Model           | Model           | Model           | Model           | Model           | Model           | Model           | Model           | Model           |
| iPadOS 15 versie | Jailbreak Tool | iPad Air 2      | iPad Mini 4     | iPad Pro 1      | iPad 5          | iPad Pro 2      | iPad 6          | iPad Pro 3      | iPad Air 3      | iPad Mini 5     | iPad 7          | iPad Pro 4      | iPad 8          | iPad Air 4      | iPad Pro 5      | iPad 9          | iPad Mini 6     | iPad Air 5      |
| ---------------- | -------------- | --------------- | --------------- | --------------- | --------------- | --------------- | --------------- | --------------- | --------------- | --------------- | --------------- | --------------- | --------------- | --------------- | --------------- | --------------- | --------------- | --------------- |
| 15.0-15.1.1      | XinaA12        | Nee             | Nee             | Nee             | Nee             | Nee             | Nee             | Semi-Untethered | Semi-Untethered | Semi-Untethered | Nee             | Semi-Untethered | Semi-Untethered | Semi-Untethered | Semi-Untethered | Semi-Untethered | Semi-Untethered | n/a             |
| 15.0-15.4.1      | Fugu15         | Nee             | Nee             | Nee             | Nee             | Nee             | Nee             | Semi-Untethered | Semi-Untethered | Semi-Untethered | Nee             | Semi-Untethered | Semi-Untethered | Semi-Untethered | Semi-Untethered | Semi-Untethered | Semi-Untethered | Semi-Untethered |
| 15.0-15.7.6      | Bakera1n       | Semi-Tethered   | Semi-Tethered   | Semi-Tethered   | Semi-Tethered   | Semi-Tethered   | Semi-Tethered   | Nee             | Nee             | Nee             | Semi-Tethered   | Nee             | Nee             | Nee             | Nee             | Nee             | Nee             | Nee             |
| 15.0-15.8.2      | Palera1n       | Semi-Tethered   | Semi-Tethered   | Semi-Tethered   | Semi-Tethered   | Semi-Tethered   | Semi-Tethered   | Nee             | Nee             | Nee             | Semi-Tethered   | Nee             | Nee             | Nee             | Nee             | Nee             | Nee             | Nee             |
| 15.0-15.8.2      | Meowbrek2      | Semi-Untethered | Semi-Untethered | Semi-Untethered | Semi-Untethered | Semi-Untethered | Semi-Untethered | Nee             | Nee             | Nee             | Semi-Untethered | Nee             | Nee             | Nee             | Nee             | Nee             | Nee             | Nee             |
| 15.0-15.8.2      | NekoJB         | Semi-Untethered | Semi-Untethered | Semi-Untethered | Semi-Untethered | Semi-Untethered | Semi-Untethered | Nee             | Nee             | Nee             | Semi-Untethered | Nee             | Nee             | Nee             | Nee             | Nee             | Nee             | Nee             |
| 15.0-15.8.2      | Xinam1ne       | Nee             | Nee             | Nee             | Nee             | Nee             | Nee             | Semi-Untethered | Semi-Untethered | Semi-Untethered | Nee             | Semi-Untethered | Semi-Untethered | Semi-Untethered | Semi-Untethered | Semi-Untethered | Semi-Untethered | Semi-Untethered |
| 15.0-15.8.2      | Dopamine       | Semi-Untethered | Semi-Untethered | Semi-Untethered | Semi-Untethered | Semi-Untethered | Semi-Untethered | Semi-Untethered | Semi-Untethered | Semi-Untethered | Semi-Untethered | Semi-Untethered | Semi-Untethered | Semi-Untethered | Semi-Untethered | Semi-Untethered | Semi-Untethered | Semi-Untethered |

#### 16.x
| iOS 16 versie | Jailbreak Tool              | Model           | Model           | Model           | Model            | Model           | Model                    | Model           | Model             | Model                    | Model             | Model                    | Model           | Model           | Model                    |
| iOS 16 versie | Jailbreak Tool              | iPhone 8 8+     | iPhone X        | iPhone XR       | iPhone XS XS Max | iPhone 11       | iPhone 11 Pro 11 Pro Max | iPhone SE 2     | iPhone 12 12 Mini | iPhone 12 Pro 12 Pro Max | iPhone 13 13 Mini | iPhone 13 Pro 13 Pro Max | iPhone SE 3     | iPhone 14 14+   | iPhone 14 Pro 14 Pro Max |
| ------------- | --------------------------- | --------------- | --------------- | --------------- | ---------------- | --------------- | ------------------------ | --------------- | ----------------- | ------------------------ | ----------------- | ------------------------ | --------------- | --------------- | ------------------------ |
| 16.0-16.5     | Bakera1n                    | Semi-Tethered   | Semi-Tethered   | Nee             | Nee              | Nee             | Nee                      | Nee             | Nee               | Nee                      | Nee               | Nee                      | Nee             | Nee             | Nee                      |
| 16.0-16.5     | Xinam1ne                    | Nee             | Nee             | Semi-Untethered | Semi-Untethered  | Semi-Untethered | Semi-Untethered          | Semi-Untethered | Semi-Untethered   | Semi-Untethered          | Semi-Untethered   | Semi-Untethered          | Semi-Untethered | Semi-Untethered | Nee                      |
| 16.5.1        | Xinam1ne                    | Nee             | Nee             | Semi-Untethered | Semi-Untethered  | Semi-Untethered | Semi-Untethered          | Semi-Untethered | Semi-Untethered   | Semi-Untethered          | Nee               | Nee                      | Nee             | Nee             | Nee                      |
| 16.0-16.6.1   | Def1nit3lyN0tAJa1lbr3akTool | Semi-Untethered | Semi-Untethered | Nee             | Nee              | Nee             | Nee                      | Nee             | Nee               | Nee                      | Nee               | Nee                      | Nee             | Nee             | Nee                      |
| 16.0-16.5     | Dopamine                    | Semi-Untethered | Semi-Untethered | Semi-Untethered | Semi-Untethered  | Semi-Untethered | Semi-Untethered          | Semi-Untethered | Semi-Untethered   | Semi-Untethered          | Semi-Untethered   | Semi-Untethered          | Semi-Untethered | Semi-Untethered | Semi-Untethered          |
| 16.5.1        | Dopamine                    | Semi-Untethered | Semi-Untethered | Semi-Untethered | Semi-Untethered  | Semi-Untethered | Semi-Untethered          | Semi-Untethered | Semi-Untethered   | Semi-Untethered          | Nee               | Nee                      | Nee             | Nee             | Nee                      |
| 16.6-16.6.1   | Dopamine                    | Semi-Untethered | Semi-Untethered | Nee             | Nee              | Nee             | Nee                      | Nee             | Nee               | Nee                      | Nee               | Nee                      | Nee             | Nee             | Nee                      |
| 16.0-16.7.8   | Palera1n                    | Semi-Tethered   | Semi-Tethered   | Nee             | Nee              | Nee             | Nee                      | Nee             | Nee               | Nee                      | Nee               | Nee                      | Nee             | Nee             | Nee                      |

| iPadOS 16 versie | Jailbreak Tool              | Model           | Model           | Model           | Model           | Model           | Model           | Model           | Model           | Model           | Model           | Model           | Model           | Model           | Model           | Model           | Model           | Model           |
| iPadOS 16 versie | Jailbreak Tool              | iPad Pro 1      | iPad 5          | iPad Pro 2      | iPad 6          | iPad Pro 3      | iPad Air 3      | iPad Mini 5     | iPad 7          | iPad Pro 4      | iPad 8          | iPad Air 4      | iPad Pro 5      | iPad 9          | iPad Mini 6     | iPad Air 5      | iPad 10         | iPad Pro 6      |
| ---------------- | --------------------------- | --------------- | --------------- | --------------- | --------------- | --------------- | --------------- | --------------- | --------------- | --------------- | --------------- | --------------- | --------------- | --------------- | --------------- | --------------- | --------------- | --------------- |
| 16.1-16.5        | Bakera1n                    | Semi-Tethered   | Semi-Tethered   | Semi-Tethered   | Semi-Tethered   | Nee             | Nee             | Nee             | Semi-Tethered   | Nee             | Nee             | Nee             | Nee             | Nee             | Nee             | Nee             | Nee             | Nee             |
| 16.0-16.5        | Xinam1ne                    | Nee             | Nee             | Nee             | Nee             | Semi-Untethered | Semi-Untethered | Semi-Untethered | Nee             | Semi-Untethered | Semi-Untethered | Semi-Untethered | Semi-Untethered | Semi-Untethered | Semi-Untethered | Semi-Untethered | Semi-Untethered | Nee             |
| 16.5.1           | Xinam1ne                    | Nee             | Nee             | Nee             | Nee             | Semi-Untethered | Semi-Untethered | Semi-Untethered | Nee             | Semi-Untethered | Semi-Untethered | Semi-Untethered | Semi-Untethered | Semi-Untethered | Nee             | Semi-Untethered | Semi-Untethered | Nee             |
| 16.1-16.6.1      | Def1nit3lyN0tAJa1lbr3akTool | Semi-Untethered | Semi-Untethered | Semi-Untethered | Semi-Untethered | Nee             | Nee             | Nee             | Semi-Untethered | Nee             | Nee             | Nee             | Nee             | Nee             | Nee             | Nee             | Nee             | Nee             |
| 16.1-16.5        | Dopamine                    | Semi-Untethered | Semi-Untethered | Semi-Untethered | Semi-Untethered | Semi-Untethered | Semi-Untethered | Semi-Untethered | Semi-Untethered | Semi-Untethered | Semi-Untethered | Semi-Untethered | Semi-Untethered | Semi-Untethered | Semi-Untethered | Semi-Untethered | Semi-Untethered | Semi-Untethered |
| 16.5.1           | Dopamine                    | Semi-Untethered | Semi-Untethered | Semi-Untethered | Semi-Untethered | Semi-Untethered | Semi-Untethered | Semi-Untethered | Semi-Untethered | Semi-Untethered | Semi-Untethered | Semi-Untethered | Semi-Untethered | Semi-Untethered | Nee             | Semi-Untethered | Semi-Untethered | Nee             |
| 16.6-16.6.1      | Dopamine                    | Semi-Untethered | Semi-Untethered | Semi-Untethered | Semi-Untethered | Nee             | Nee             | Nee             | Semi-Untethered | Nee             | Nee             | Nee             | Nee             | Nee             | Nee             | Nee             | Nee             | Nee             |
| 16.1-16.7.8      | Palera1n                    | Semi-Tethered   | Semi-Tethered   | Semi-Tethered   | Semi-Tethered   | Nee             | Nee             | Nee             | Semi-Tethered   | Nee             | Nee             | Nee             | Nee             | Nee             | Nee             | Nee             | Nee             | Nee             |

#### 17.x
| iOS 17 versie | Jailbreak Tool | Model                     | Model                     | Model                     | Model                     | Model                     | Model                     | Model                     | Model                     | Model                     | Model                     | Model                     | Model                     | Model                     | Model                     |
| iOS 17 versie | Jailbreak Tool | iPhone XR                 | iPhone XS XS Max          | iPhone 11                 | iPhone 11 Pro 11 Pro Max  | iPhone SE 2               | iPhone 12 12 Mini         | iPhone 12 Pro 12 Pro Max  | iPhone 13 13 Mini         | iPhone 13 Pro 13 Pro Max  | iPhone SE 3               | iPhone 14 14+             | iPhone 14 Pro 14 Pro Max  | iPhone 15 15+             | iPhone 15 Pro 15 Pro Max  |
| ------------- | -------------- | ------------------------- | ------------------------- | ------------------------- | ------------------------- | ------------------------- | ------------------------- | ------------------------- | ------------------------- | ------------------------- | ------------------------- | ------------------------- | ------------------------- | ------------------------- | ------------------------- |
| 17.0-17.5.1   | -              | Nog geen tool beschikbaar | Nog geen tool beschikbaar | Nog geen tool beschikbaar | Nog geen tool beschikbaar | Nog geen tool beschikbaar | Nog geen tool beschikbaar | Nog geen tool beschikbaar | Nog geen tool beschikbaar | Nog geen tool beschikbaar | Nog geen tool beschikbaar | Nog geen tool beschikbaar | Nog geen tool beschikbaar | Nog geen tool beschikbaar | Nog geen tool beschikbaar |

| iPadOS 17 versie | Jailbreak Tool | Model         | Model         | Model      | Model      | Model       | Model         | Model      | Model  | Model      | Model      | Model  | Model       | Model      | Model   | Model      | Model      | Model      |
| iPadOS 17 versie | Jailbreak Tool | iPad Pro 2    | iPad 6        | iPad Pro 3 | iPad Air 3 | iPad Mini 5 | iPad 7        | iPad Pro 4 | iPad 8 | iPad Air 4 | iPad Pro 5 | iPad 9 | iPad Mini 6 | iPad Air 5 | iPad 10 | iPad Pro 6 | iPad Air 6 | iPad Pro 7 |
| ---------------- | -------------- | ------------- | ------------- | ---------- | ---------- | ----------- | ------------- | ---------- | ------ | ---------- | ---------- | ------ | ----------- | ---------- | ------- | ---------- | ---------- | ---------- |
| 17.0-17.5.1      | Palera1n       | Semi-Tethered | Semi-Tethered | Nee        | Nee        | Nee         | Semi-Tethered | Nee        | Nee    | Nee        | Nee        | Nee    | Nee         | Nee        | Nee     | Nee        | Nee        | Nee        |